# Endeavor (Pensilvania)
Endeavor es un área no incorporada ubicada en el condado de Forest en el estado estadounidense de Pensilvania. Endeavor se encuentra ubicada dentro del municipio de Hickory.

## Geografía
Endeavor se encuentra ubicada en las coordenadas 41°35′22″N 79°23′06″O / 41.58944, -79.38500.